# Rinoreocarpus
Rinoreocarpus é um género botânico pertencente à família Violaceae.

## Espécies
- Rinoreocarpus salmoneus
- Rinoreocarpus ulei